# Coppa Italia 2021-2022 (pallamano maschile)
La Coppa Italia di pallamano 2021-2022 è stata la 37ª edizione della coppa nazionale di pallamano maschile.
La manifestazione si è tenuta dal 3 al 6 febbraio all'Emilia-Romagna Arena di Salsomaggiore Terme (PR), per il secondo anno consecutivo.
A vincere il trofeo, per la prima volta nella sua storia, è stata la Raimond Sassari che, dopo una finale conclusasi ai tiri di rigore, ha sconfitto il Conversano, campione uscente della manifestazione.

## Formula
Il torneo si disputa con la formula delle Final Eight. Le otto squadre ammesse sono le prime otto classificate al termine del girone d'andata della Serie A 2021-22. Qualora la società ospitante non rientrasse fra le prime otto classificate, saranno qualificate alla competizione solo le prime sette.
La vincitrice della manifestazione si aggiudica un posto in EHF European Cup per la stagione successiva. Nel caso la vincitrice si sia già qualificata per qualsiasi coppa europea durante il campionato, la qualificazione viene assegnata alla finalista.

## Copertura mediatica
I quarti di finale del 3-4 febbraio, le prime due semifinali del 5 febbraio e le finali del 3º-4º posto del 6 febbraio saranno trasmesse in live streaming gratuito su Eleven Sports; le semifinali del 5 febbraio poste in orario serale (ore 18:30 e ore 20:30), come anche le finali 1º-2º posto femminile e maschile del 6 febbraio, saranno trasmesse in diretta su Sky Sport Action.

## Squadre partecipanti
- Prima classificata: Pallamano Junior Fasano
- Seconda classificata: Raimond Sassari
- Terza classificata: Pallamano Pressano
- Quarta classificata: Pallamano Conversano 1973
- Quinta classificata: SSV Brixen Handball
- Sesta classificata: Alperia Meran Handball
- Settima classificata: SSV Bozen Loacker
- Ottava classificata: Sparer Eppan

## Risultati
|  | Quarti di finale       | Quarti di finale       | Quarti di finale       |                        |                        | Semifinali             | Semifinali             | Semifinali             |                        |                        | Finale                 | Finale                 | Finale                 |                        |                        |
|  |                        |                        |                        |                        |                        |                        |                        |                        |                        |                        |                        |                        |                        |                        |                        |
|  | 3 febbraio 2022, 20:30 |                        |                        |                        |                        |                        |                        |                        |                        |                        |                        |                        |                        |                        |                        |
|  | 1                      | Junior Fasano          | 30                     |                        |                        |                        |                        |                        |                        |                        |                        |                        |                        |                        |                        |
|  | 8                      | Eppan                  | 23                     |                        |                        | 5 febbraio 2022, 20:30 | 5 febbraio 2022, 20:30 | 5 febbraio 2022, 20:30 | 5 febbraio 2022, 20:30 | 5 febbraio 2022, 20:30 |                        |                        |                        |                        |                        |
|  |                        |                        |                        |                        | 1                      | Junior Fasano          | 18                     |                        |                        |                        |                        |                        |                        |                        |                        |
|  | 4 febbraio 2022, 16:00 | 4 febbraio 2022, 16:00 | 4 febbraio 2022, 16:00 | 4 febbraio 2022, 16:00 |                        | 4                      | Conversano             | 28                     |                        |                        |                        |                        |                        |                        |                        |
|  | 4                      | Conversano (d.t.r.)    | 25                     |                        |                        |                        |                        |                        |                        |                        |                        |                        |                        |                        |                        |
|  | 5                      | Brixen                 | 24                     |                        |                        |                        |                        |                        |                        |                        | 6 febbraio 2022, 20:30 | 6 febbraio 2022, 20:30 | 6 febbraio 2022, 20:30 | 6 febbraio 2022, 20:30 | 6 febbraio 2022, 20:30 |
|  |                        |                        |                        |                        |                        |                        |                        |                        |                        |                        | 4                      | Conversano             | 36                     |                        |                        |
|  | 4 febbraio 2022, 20:30 | 4 febbraio 2022, 20:30 | 4 febbraio 2022, 20:30 | 4 febbraio 2022, 20:30 | 4 febbraio 2022, 20:30 |                        |                        |                        |                        |                        | 2                      | Sassari (d.t.r.)       | 37                     |                        |                        |
|  | 3                      | Pressano               | 31                     |                        |                        |                        |                        |                        |                        |                        |                        |                        |                        |                        |                        |
|  | 6                      | Meran (d.t.r.)         | 32                     |                        |                        | 5 febbraio 2022, 16:00 | 5 febbraio 2022, 16:00 | 5 febbraio 2022, 16:00 | 5 febbraio 2022, 16:00 | 5 febbraio 2022, 16:00 |                        | Finale per il 3º posto | Finale per il 3º posto | Finale per il 3º posto |                        |
|  |                        |                        |                        |                        | 6                      | Meran                  | 27                     |                        | 6 febbraio 2022, 12:30 | 6 febbraio 2022, 12:30 | 6 febbraio 2022, 12:30 | 6 febbraio 2022, 12:30 | 6 febbraio 2022, 12:30 |                        |                        |
|  | 3 febbraio 2022, 16:00 | 3 febbraio 2022, 16:00 | 3 febbraio 2022, 16:00 | 3 febbraio 2022, 16:00 |                        | 2                      | Sassari                | 31                     |                        |                        | 1                      | Junior Fasano          | 26                     |                        |                        |
|  | 2                      | Sassari                | 28                     |                        |                        |                        |                        |                        |                        | 6                      | Meran                  | 29                     |                        |                        |                        |
|  | 7                      | Bozen                  | 24                     |                        |                        |                        |                        |                        |                        |                        |                        |                        |                        |                        |                        |

### Quarti di finale
| Arbitri: | Marco Di Domenico Lorenzo Fornasier (Merano) |

|             |           |            |
| Tabanguet 9 | Marcatori | Turković 9 |

| Arbitri: | Gianna Stella Merisi (Gallarate) Andrea Pepe (Sassari) |

|            |           |             |
| Järlstam 9 | Marcatori | Lazarević 8 |

| Arbitri: | Stefano Riello (Torri di Quartesolo) Niccolò Panetta (Perinaldo) |

|                                                    |                      |                                         |
| Moretti 6                                          | Marcatori            | Arcieri 6                               |
| Radovčić Rossetto Abdurahmanović Moretti Degiorgio | Tiri di rigore 4 – 3 | A. Iballi Dapiran Arcieri Hamzić Čutura |

| Arbitri: | Davide Schiavone (Siracusa) Luca Nicolella (Benevento) |

|                                               |                      |                                                 |
| Fadanelli 10                                  | Marcatori            | L. Stricker 8                                   |
| Fadanelli D'Antino Sontacchi Alberino Jansson | Tiri di rigore 5 – 6 | L. Stricker Cuello Prantner Petričević Visentin |

### Semifinali
| Arbitri: | Ciro Cardone Luciano Cardone (Napoli) |

|              |           |                          |
| Tabanguet 12 | Marcatori | A. Freund, L. Stricker 6 |

| Arbitri: | Alex Passeri Stefano Rinaldi (Pescara) |

|            |           |           |
| Järlstam 5 | Marcatori | Moretti 7 |

### Finale 3º posto
| Arbitri: | Fabio Bocchieri (Ragusa) Nicola Scavone (Marsala) |

|             |           |               |
| Angiolini 9 | Marcatori | M. Prantner 8 |

### Finale
| Arbitri: | Stefano Riello (Torri di Quartesolo) Niccolò Panetta (Perinaldo) |

|                                                                           |                      | |
| Moretti 9 Rossetto 9 Radovčić 8 Nelson 4 Degiorgio 3 Giannoccaro 2 Lupo 1 | Marcatori            | Tabanguet 13 Querín 7 Bronzo 5 Brzić 4 Pereira 3 Bardi 1 Bargelli 1 Delogu 1 Halilković 1 Nardin 1 |
| Radovčić Rossetto Nelson Moretti Giannoccaro ---- Moretti Radovčić Nelson | Tiri di rigore 5 – 6 | Nardin Pereira Bronzo Brzić Tabanguet ---- Tabanguet Pereira Bronzo                                |